# 新界區專線小巴101M線
新界區專線小巴101M線是由冠榮車行（馬亞木）旗下的人人好汽車有限公司營辦的一條綠色專線小巴路線，來往坑口站及西貢市中心。

## 歷史
- 1993年10月29日：運輸署公開招標10組共16條專線小巴新路線，此線與102編為同一組。[2]
- 1994年10月31日：101線投入服務，以厚德邨（銀澳路）作總站，往返西貢。[3]
- 2002年8月18日：配合地鐵（現稱港鐵）將軍澳綫全線通車，遷往坑口站公共運輸交匯處，並與港鐵提供轉乘優惠。
- 2002年11月1日：路線編號改稱101M。
- 2011年3月6日：調整票價，全程收費由$7.4加至$7.7，分段收費由$4.7加至$4.9。[4]
- 2011年7月18日：加設蕉坑特別路線，由坑口站開往西貢蕉坑獅子會自然教育中心，只限星期一、星期三至星期六繁忙時間服務，方便居往將軍澳的工作人員前往西貢蕉坑獅子會自然教育中心工作。
- 2012年10月28日：調整票價，全程收費由$7.7加至$8.1，分段收費由$4.9加至$5.1。[5]
- 2015年2月14日：調整票價，全程收費由$8.1加至$9，分段收費由$5.1加至$5.8。[6][7]
- 2017年12月27日：調整票價，全程收費由$9加至$9.7，分段收費由$5.8加至$6.2。[8]

## 服務時間及班次
| 坑口站開         | 坑口站開    | 坑口站開     | 西貢（惠民路）開 | 西貢（惠民路）開 | 西貢（惠民路）開 |
| 日期             | 服務時間    | 班次（分鐘） | 日期             | 服務時間         | 班次（分鐘）     |
| ---------------- | ----------- | ------------ | ---------------- | ---------------- | ---------------- |
| 星期一至五       | 05:30-00:55 | 3-5          | 星期一至五       | 05:30-01:15      | 3-5              |
| 星期六           | 05:30-00:55 | 3-5          | 星期六           | 05:30-01:15      | 3-5              |
| 星期日及公眾假期 | 05:30-00:55 | 3-5          | 星期日及公眾假期 | 05:30-01:15      | 3-5              |

### 特別班次
西貢北 → 坑口站
| 西貢北開   | 西貢北開    | 西貢北開     |
| 日期       | 服務時間    | 班次（分鐘） |
| ---------- | ----------- | ------------ |
| 星期一至五 | 07:00-09:30 | 10           |
| 星期一至五 | 16:00-18:30 | 10           |

白沙灣 → 坑口站
- 星期一至五：07:30、08:00、08:30、09:00、09:30

翠塘花園 → 坑口站
- 星期一至五：07:50、08:05、08:20

菠蘿輋 → 坑口站
- 星期一至五：07:45、08:05

匡湖居 → 坑口站
- 星期一至五：07:10、07:20

所有特別班次逢星期六、日及公眾假期不設服務

## 收費
全程：$10.4
- 大埔仔坳往西貢（惠民路）：$6.6
- 南邊圍往將軍澳：$6.6

### 八達通轉乘優惠
由本路線於上車後1小時內於坑口站轉乘港鐵，或乘搭港鐵於坑口站出閘後1小時內轉乘本路線，次程可獲$1優惠。
乘客請注意以下各項細則：
1. 優惠只適用於成人八達通卡使用者，乘客須以同一張八達通卡繳付兩程車費。
2. 必須於指定時限內完成轉乘，期間乘客不可以用同一張八達通卡乘搭其他交通工具，否則轉乘優惠將被取消；惟以該八達通卡進行與乘車無關的交易，如增值、購買汽水、使用公共電話、即影即有照片不多於9次則不受影響。
3. 如乘客剛以同一張八達通卡享用機場快線「免費港鐵接駁」，則不可同時享用轉乘優惠。
4. 如港鐵同時提供多項優惠，乘客只可享用最高優惠的一項。
5. 在轉乘次程車程前，必須確保八達通卡之餘額為正數，設有自動增值系統之八達通卡則不受影響。

## 使用車輛
Template:人人好專線小巴用車列表

## 行車路線
坑口站開經：名成街、常寧路、寶寧路、坑口道、清水灣道、隧道、西貢公路、新西貢公路、西貢公路、普通道、福民路及惠民路。
於滿座而無人要求下車的情況下，車長可能於常寧路後改經影業路直入清水灣道或不入滘西新村停車場
西貢開經：惠民路、福民路、普通道、西貢公路、清水灣道、坑口道、寶寧路、常寧路、重華路及培成路。
若於離開南邊圍時滿座而無人要求下車，車長可能改經新西貢公路返回西貢公路原有路線。

### 沿線車站
| 坑口站開 | 坑口站開       | 坑口站開       | 西貢（惠民路）開 | 西貢（惠民路）開        | 西貢（惠民路）開 |
| 序號     | 車站名稱       | 街道           | 序號             | 車站名稱                | 街道             |
| -------- | -------------- | -------------- | ---------------- | ----------------------- | ---------------- |
| 1        | 坑口站小巴總站 | 坑口站小巴總站 | 1                | 惠民路小巴總站          | 惠民路           |
| 2*       | 富寧花園       | 寶寧路         | 2                | 西貢大會堂              | 普通道           |
| 3*       | 坑口（北）     | 寶寧路         | 3                | 翠塘花園                | 西貢公路         |
| 4*       | 將軍澳醫院     | 坑口道         | 4                | 菠蘿輋 西貢戶外康樂中心 | 西貢公路         |
| 5*       | 聖雲仙天主堂   | 坑口道         | 5                | 北港 獅子會自然教育中心 | 西貢公路         |
| 6*       | 水邊村         | 坑口道         | 6                | 大涌口                  | 西貢公路         |
| 7        | 影業路         | 清水灣道       | 7                | 白沙台                  | 西貢公路         |
| 8        | 銀影路         | 清水灣道       | 8                | 白沙灣                  | 西貢公路         |
| 9        | 大埔仔村       | 清水灣道       | 9                | 漁民新村                | 西貢公路         |
| 10       | 大埔仔坳       | 清水灣道       | 10               | 北圍                    | 西貢公路         |
| 11       | 窩美           | 新西貢公路     | 11               | 匡湖居                  | 西貢公路         |
| 12       | 南邊圍         | 西貢公路       | 12*              | 南邊圍                  | 西貢公路         |
| 13       | 蠔涌           | 西貢公路       | 13*              | 響鐘村                  | 西貢公路         |
| 14       | 匡湖居         | 西貢公路       | 14*              | 窩美                    | 西貢公路         |
| 15       | 北圍           | 西貢公路       | 15*              | 南圍                    | 西貢公路         |
| 16       | 漁民新村       | 西貢公路       | 16               | 大埔仔坳                | 清水灣道         |
| 17       | 白沙灣         | 西貢公路       | 17               | 大埔仔村                | 清水灣道         |
| 18       | 白沙台         | 西貢公路       | 18               | 銀影路                  | 清水灣道         |
| 19       | 大涌口         | 西貢公路       | 19               | 水邊村                  | 坑口道           |
| 20       | 北港           | 西貢公路       | 20               | 半見村                  | 坑口道           |
| 21       | 菠蘿輋         | 西貢公路       | 21               | 坑口鄉事委員會          | 坑口道           |
| 22       | 翠塘花園       | 西貢公路       | 22               | 將軍澳醫院              | 坑口道           |
| 23       | 西貢大會堂     | 普通道         | 23               | 明德邨                  | 寶寧路           |
| 24       | 西貢警署       | 福民路         | 24               | 厚德商場                | 重華路           |
| 25       | 惠民路小巴總站 | 惠民路         | 25               | 坑口站小巴總站 東港城   |                  |

- 若小巴客滿而又無乘客要求下車，車長或會不停有 * 號之車站。

## 小資料及使用狀況
- 初時由於來往將軍澳和西貢需求不大，班次都不怎樣頻密，多是用舊豐田小巴行走，班次又難預算，一旦脫班中途客又難以登車，服務質素不佳，導致客量長期只屬一般，只在假日才有較多乘客。
- 港鐵將軍澳綫通車是本路線客量上升的關鍵，由於同一經營者營辦的新界區專線小巴102線因將軍澳線通車導致乘客量減少，因此本線接收102部份車隊，加密班次應付來自港鐵將軍澳線轉車乘客，大大改善了本線的服務質素，客量因而大幅增長。即使有新巴792M線等相似路線加入戰團競爭，仍然對本線的地位沒有動搖。[9][10]
- 本線是馬亞木旗下眾多小巴路線中，首條有19座位小巴行駛的專線小巴路線。[11]
- 每逢假日，本路線都會從新界區專線小巴113線抽調車輛行走，但卻引來該路線脫班，導致該線乘客不滿。[12]